# Voo Utair 595
O voo Utair 595 foi uma rota doméstica regular de passageiros de Moscou para Usinsk operada pela Utair. Em 9 de fevereiro de 2020, o Boeing 737-500 na rota do Aeroporto de Moscou-Vnukovo caiu enquanto pousava no Aeroporto de Usinsk. Havia 94 passageiros a bordo e seis tripulantes. Todos os passageiros e tripulantes sobreviveram ao acidente.

## Acidente
A aeronave decolou do aeroporto de Vnukovo, em Moscou, às 06:59 UTC e pousou em Usinsk, às 09:20 UTC (12:20 LT). A aeronave pousou cerca de 15 metros à frente do limiar da pista e atravessou montes de neve, o que causou o colapso das duas principais rodas de engrenagem. A aeronave derrapou sobre o nariz e a barriga para parar na pista, o que causou danos a uma asa e resultou em um derramamento de combustível. Não houve fogo. Fotos e vídeos da cena mostram a evacuação através de slides e saídas de asa. Segundo relatos oficiais, todos os ocupantes evacuaram a aeronave com segurança, no entanto, houve reclamações de um ou dois passageiros feridos.

## Investigação
Atualmente, não há resultados de investigação disponíveis pelo Comitê Federal de Investigação da Rússia. A Utair alega que um corte de vento abrupto é o culpado pelo acidente.